# Freddy e seus maiores sucessos
Freddy e seus maiores sucessos ist das dritte Studioalbum des österreichischen Schlagersängers Freddy Quinn, das 1958 vom Musiklabel Polydor (Nummer 46.204) auf Schallplatte in Brasilien veröffentlicht wurde. Es gibt zwei Versionen, die sich in der Farbe des Schallplatten-Etiketts unterscheiden: dieses Etikett wurde sowohl in roter als auch in blauer Farbe auf der Schallplatte angebracht.

## Schallplattenhülle
Auf der Schallplattenhülle ist Freddy Quinn zu sehen, der barfuß ist und mit einem roten langärmligen Hemd mit aufgekrempelten Ärmeln und einer beigen Hose bekleidet ist. Er sitzt auf einer mit Holz gebauten Umzäunung am Strand und spielt dabei seine Gitarre.

## Musik
Heimweh ist eine von Ralf Arnie (Pseudonym: Dieter Rasch) und Ernst Bader geschriebene deutsche Übersetzung des im Original englischen Songs Memories Are Made of This, das 1955 von Frank Miller, Richard Dehr und Terry Gilkyson geschrieben und von Mindy Carson, Ray Conniff’s Orchestra und The Columbians veröffentlicht wurde.
Der Legionär und Heimatlos stammte von Lotar Olias und Peter Moesser; Die Gitarre und das Meer und Unter fremden Sternen von Lotar Olias und Aldo von Pinelli.
Wenn die Sehnsucht nicht wär’ wurde von Günter Loose geschrieben; Ay-Ay-Ay Amigo (Du musst alles vergessen), Irgendwann gibt’s ein Wiedersehn und Weit ist der Weg von Lotar Olias und Günter Loose.
Melodie der Nacht wurde von Lotar Olias, Aldo von Pinelli und Günter Loose geschrieben.
So viel Träume stammte von Hilda Schroeter und Lotar Olias.

## Titelliste
Das Album beinhaltet folgende zwölf Titel:
- Seite 1

1. Heimweh
2. Heimatlos
3. Der Legionär
4. Die Gitarre und das Meer
5. Unter fremden Sternen
6. Ay-Ay-Ay Amigo (Du musst alles vergessen)

- Seite 2

1. Melodie der Nacht
2. Irgendwann gibt’s ein Wiedersehn
3. Weit ist der Weg
4. La Guitarra Brasiliana
5. Wenn die Sehnsucht nicht wär’
6. So viel Träume